# マイク・モラスキー
マイク・モラスキー（英: Michael S. Molasky、1956年 - ）は、米国出身、日本在住の日本文化研究者、早稲田大学名誉教授。

## 経歴
＜主な出典：早稲田大学研究者データベース＞
1956年、米国セントルイス生まれ。1994年、シカゴ大学大学院東アジア言語文明研究科博士課程修了（日本文学）。学術博士。1976年から計三十数年日本に滞在。1993年コネチカット・カレッジ アシスタント・プロフェッサー、1999年同カレッジ准教授、2001年ミネソタ大学アジア言語文学部准教授、2008年同教授、2010年4月一橋大学教授を経て、2013年9月から2024年3月まで早稲田大学国際学術院教授。2024年5月より同大名誉教授。

## 研究内容・人物
- 日本の居酒屋の大ファンであり、赤提灯をテーマにしたエッセイも執筆している。
- 専攻は戦後日本文化史。特に日本・沖縄戦後文学を中心に研究。近年はジャズ音楽史（特にジャズピアノの歴史）についても研究している。

## 受賞・栄典
- 2006年：『戦後日本のジャズ文化』でサントリー学芸賞受賞。
- 2024年：『ジャズピアノ その歴史から聴き方まで』で第74回芸術選奨文部科学大臣賞受賞[3]。

## 著書
- The American occupation of Japan and Okinawa : literature and memory (London ; New York : Routledge, 1999)
- 『戦後日本のジャズ文化 映画・文学・アングラ』青土社、2005年8月。ISBN 4-7917-6201-0（岩波現代文庫、2017年5月。ISBN 978-4-00-603305-7）
- 『占領の記憶/記憶の占領 戦後沖縄・日本とアメリカ』鈴木直子訳、青土社、2006年3月。ISBN 4-7917-6220-7（岩波現代文庫、2018年7月。ISBN 978-4-00-600384-5）
- 『その言葉、異議あり! 笑える日米文化批評集』中央公論新社〈中公新書ラクレ〉、2007年11月。ISBN 978-4-12-150260-5
- 『ジャズ喫茶論：戦後の日本文化を歩く』筑摩書房、2010年2月。ISBN 978-4-480-87361-3
- 『呑めば、都：居酒屋の東京』筑摩書房、2012年10月。ISBN 978-4-480-86418-5（ちくま文庫、2016年8月。ISBN 978-4-480-43368-8）
- 『ひとり歩き』幻戯書房、2013年3月。ISBN 978-4-86488-017-6
- 『日本の居酒屋文化：赤提灯の魅力を探る』光文社〈光文社新書〉、2014年3月。ISBN 978-4-334-03790-1
- 『ジャズピアノ：その歴史から聴き方まで（上）』岩波書店、2023年10月。ISBN 978-4-00-061612-6
- 『ジャズピアノ：その歴史から聴き方まで（下）』岩波書店、2023年11月。ISBN 978-4-00-061613-3
- 『ピアノトリオ：モダンジャズへの入り口』岩波書店〈岩波新書〉、2024年3月。ISBN 978-4-00-432012-8

### 共編著
- Southern Exposure: Modern Japanese Literature from Okinawa (University of Hawaii Press, 2000)[co-edited with Steve Rabson]
- 『ニュー・ジャズ・スタディーズ：ジャズ研究の新たな領域へ』宮脇俊文・細川周平、アルテスパブリッシング〈成蹊大学アジア太平洋研究センター叢書〉、2010年7月。ISBN 978-4-903951-30-0
- 『闇市』皓星社、2015年8月。ISBN 978-4-7744-0605-3（新潮文庫、2018年8月。ISBN 978-4-10-121536-5）
- 『街娼：パンパン＆オンリー』皓星社、2015年11月。ISBN 978-4-7744-0606-0